# Pietro Lorefice
Pietro Lorefice (Gela, 18 luglio 1967) è un politico italiano.

## Biografia

### Formazione ed attività professionale
In possesso di un diploma da geometra, lavora come tecnico presso il Comune di Gela (attualmente in aspettativa).

### Attività politica
Iscritto al Movimento 5 Stelle, è stato assessore comunale di Gela dal 4 luglio al 28 dicembre 2015.

#### Elezione a senatore
Alle elezioni politiche del 2018 è eletto al Senato per il Movimento 5 Stelle nel collegio uninominale Sicilia - 05 (Gela), ottenendo il 46,73% e superando la candidata del centrodestra Giovanna Candura (33%) e quella del centrosinistra Annalisa Maria Petitto (13,98%).
Alle elezioni politiche del 2022 viene ricandidato al Senato per il Movimento 5 Stelle nel collegio uninominale Sicilia - 03 (Gela), oltreché in terza posizione nel collegio plurinominale Sicilia - 01 risultando eletto. Il 19 ottobre viene eletto Segretario del Senato con 68 voti.